# طلال خلفان
طلال خلفان حديد الفارسي، من مواليد 25 نوفمبر 1980، في صور، لاعب كرة قدم عماني سابق.
بدأ مسيرته الكرويه مع نادي العروبة العماني
ثم انتقل إلى اللعب مع النادي العربي الكويتي في عام (2005)
ثم تم استدعاءه للمنتخب العماني الأول
بعد النادي العربي انتقل إلى نادي الاتحاد الليبي لكن لم يطول مع الفريق بسسب شغب الجماهير وعدم وجود الأمن (قضى مع الفريق نص موسم 6 أشهر)
بالرغم من قصر الفترة إلا أن الجماهير احبت طلال خلفان اللاعب الجميل داخل وخارج الملعب واقامت حفل تكريم لهذا اللاعب
ومن النادي الليبي إلى نادي نجران السعودي
و في أحد مباريات الدوري السعودي بعدما سجل هدف على أحد الاهداف فصخ فلانية نادي نجران ويشير تحت فلانية الا وهو شعار العشق والحب الأول ((النادي العربي الكويتي))

## روابط خارجية
- طلال خلفان على موقع الاتحاد الدولي (مؤرشف)  (الإنجليزية)
- طلال خلفان على موقع قاعدة بيانات كرة القدم.إي يو (الإنجليزية)
- طلال خلفان على موقع ناشيونال فوتبول تيمز (الإنجليزية)
- طلال خلفان على موقع Soccerway.com (الإنجليزية)
- طلال خلفان على موقع كووورة